# 小櫃駅
小櫃駅（おびつえき）は、千葉県君津市末吉にある、東日本旅客鉄道（JR東日本）久留里線の駅である。

## 歴史
- 1912年（大正元年）12月28日：千葉県営鉄道久留里線の駅として開設[1]。開業時の駅名の読みはおひつであった[1]。
- 1923年（大正12年）9月1日：千葉県営鉄道久留里線が国有化される[1]。また、駅名の読みをおびつに変更[1]。
- 1954年（昭和29年）9月1日：出札業務廃止、日中のみ駅員1名配置とする[2]。
- 1968年（昭和43年）10月1日：貨物及び荷物扱い廃止[3]。無人駅化[4]。
- 1980年（昭和55年）5月：現駅舎共用開始。
- 1987年（昭和62年）4月1日：国鉄分割民営化により、東日本旅客鉄道（JR東日本）の駅となる[1]。
- 2009年（平成21年）3月14日：東京近郊区間に編入される[5]。

## 駅構造
単式ホーム1面1線を有する地上駅で、ホームの有効長は4両編成分である。かつては相対式ホーム2面2線を有し、列車交換が可能であったが、後に片側1面1線の使用を停止し現在の構造となった（線路脇には廃止されたホーム跡が残っている）。
久留里駅管理の無人駅。特徴的な屋根を有する小さな簡易駅舎は、1980年（昭和55年）5月に供用を開始したものである。乗車駅証明書発行機が設置されている。
ホーム高さと列車の床面との段差が比較的大きくなっている。これについては国鉄千葉動力車労働組合（動労千葉）は、周辺住民からも不安や懸念の声が上がっているとしているが、JR東日本は動労との団体交渉の席で段差が規定内であることを理由にホーム嵩上げをしない事を回答している。

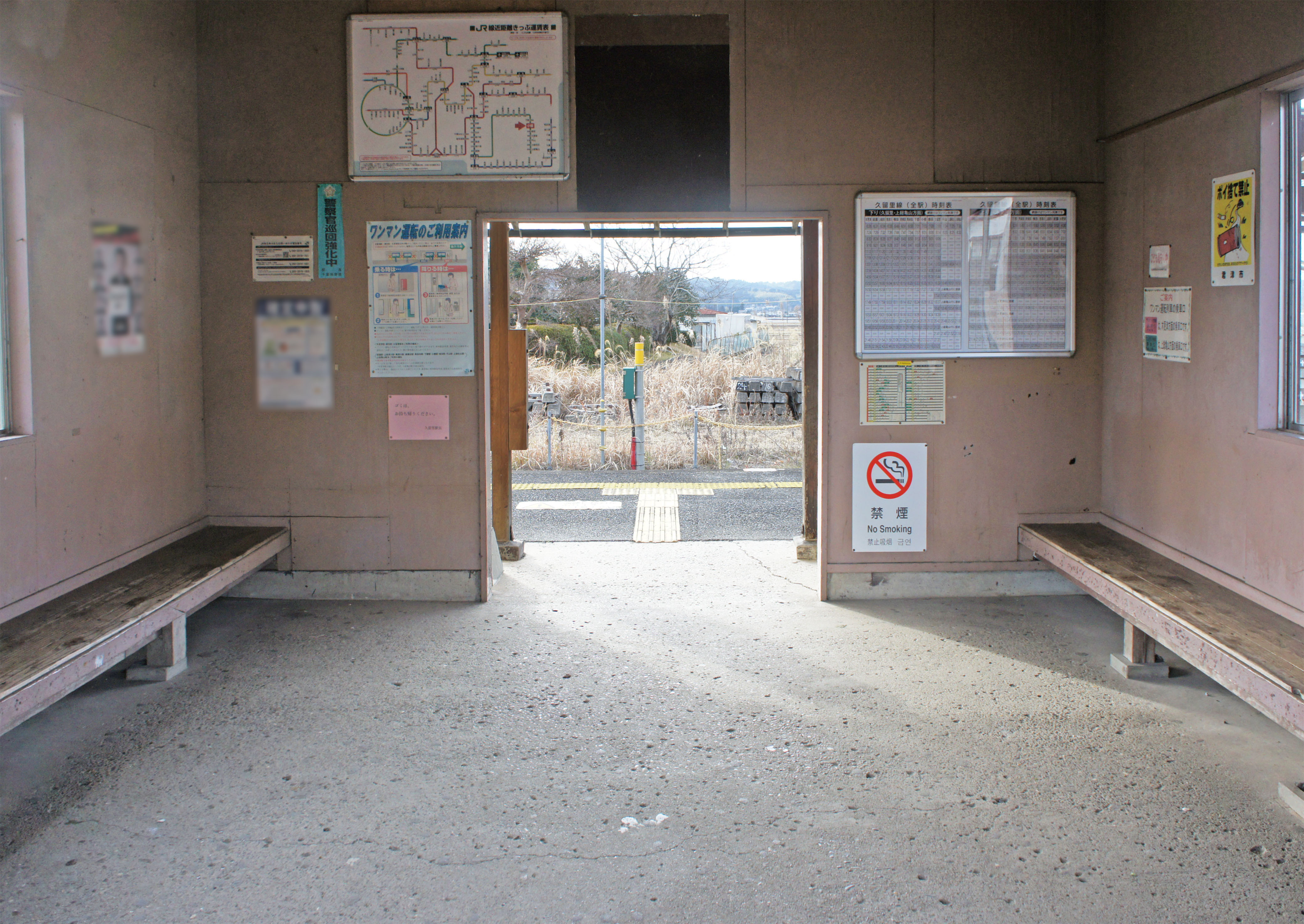
待合室（2022年1月）
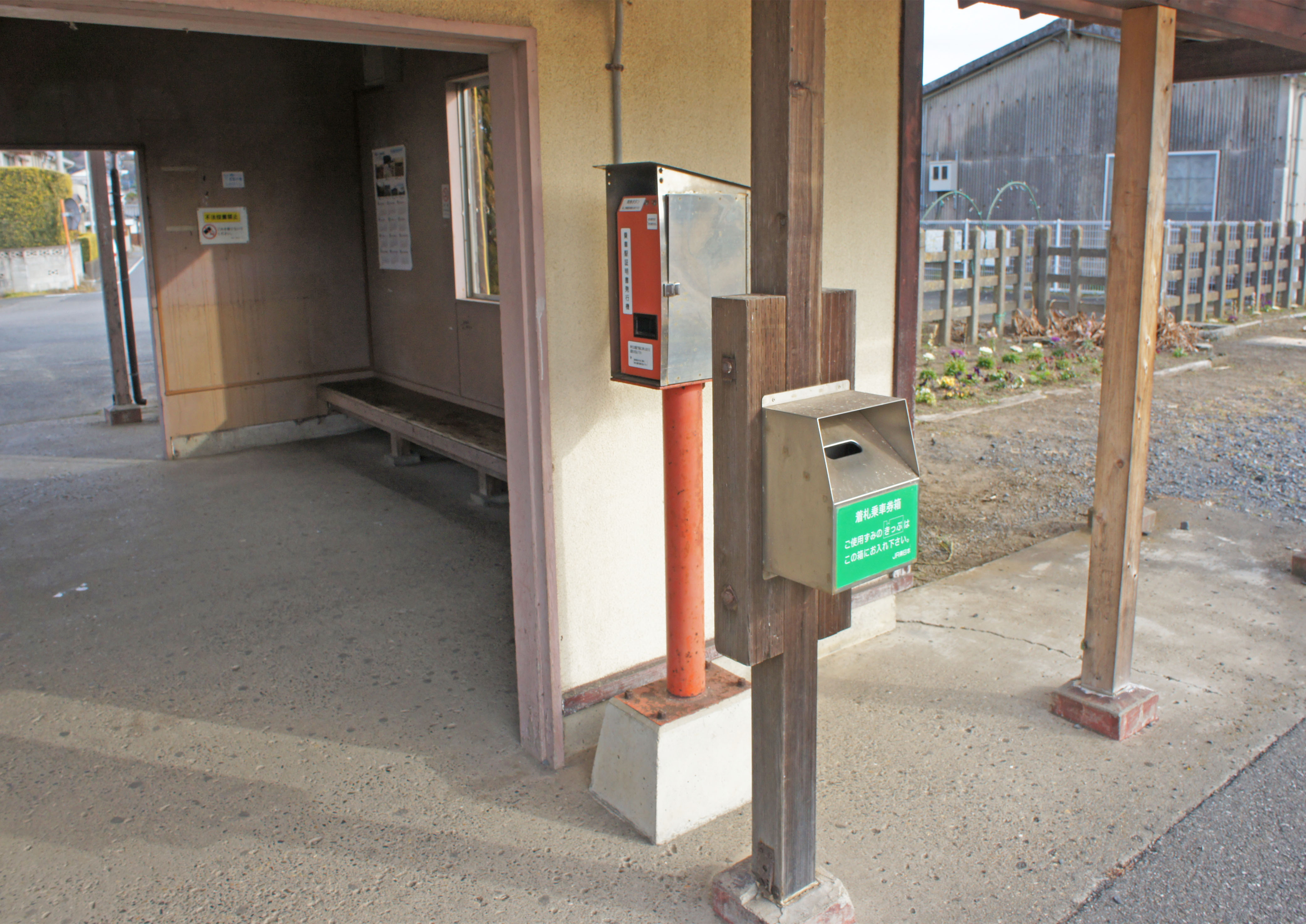
乗車駅証明書発行機（2022年1月）
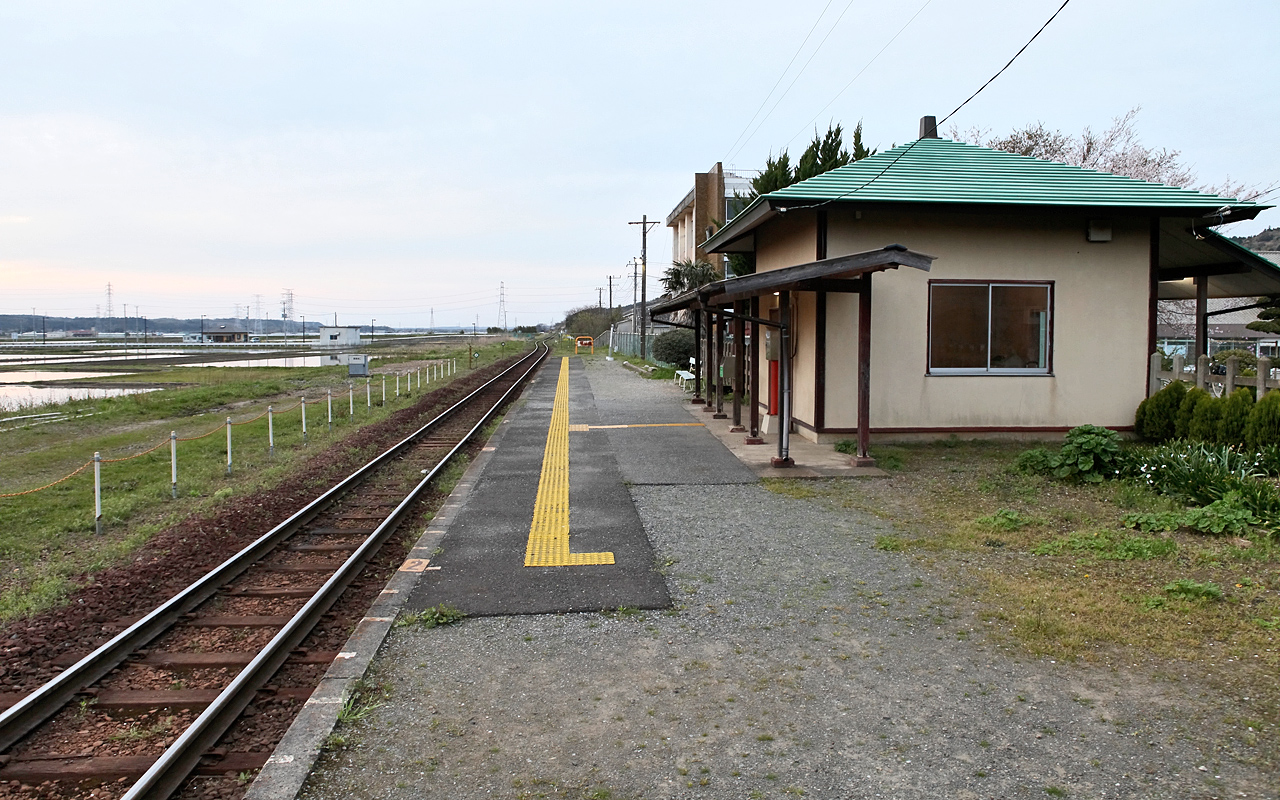
駅ホーム（2010年4月）

## 利用状況
2006年（平成18年）度の1日平均乗車人員は154人である。
千葉県統計年鑑によると、近年の1日平均乗車人員の推移は以下の通り。
| 年度               | 1日平均 乗車人員 | 出典     |
| ------------------ | ---------------- | -------- |
| 1990年（平成02年） | 284              | [ * 1 ]  |
| 1991年（平成03年） | 274              | [ * 2 ]  |
| 1992年（平成04年） | 263              | [ * 3 ]  |
| 1993年（平成05年） | 243              | [ * 4 ]  |
| 1994年（平成06年） | 229              | [ * 5 ]  |
| 1995年（平成07年） | 224              | [ * 6 ]  |
| 1996年（平成08年） | 227              | [ * 7 ]  |
| 1997年（平成09年） | 217              | [ * 8 ]  |
| 1998年（平成10年） | 200              | [ * 9 ]  |
| 1999年（平成11年） | 196              | [ * 10 ] |
| 2000年（平成12年） | 165              | [ * 11 ] |
| 2001年（平成13年） | 165              | [ * 12 ] |
| 2002年（平成14年） | 156              | [ * 13 ] |
| 2003年（平成15年） | 159              | [ * 14 ] |
| 2004年（平成16年） | 147              | [ * 15 ] |
| 2005年（平成17年） | 145              | [ * 16 ] |
| 2006年（平成18年） | 154              | [ * 17 ] |

## 駅周辺

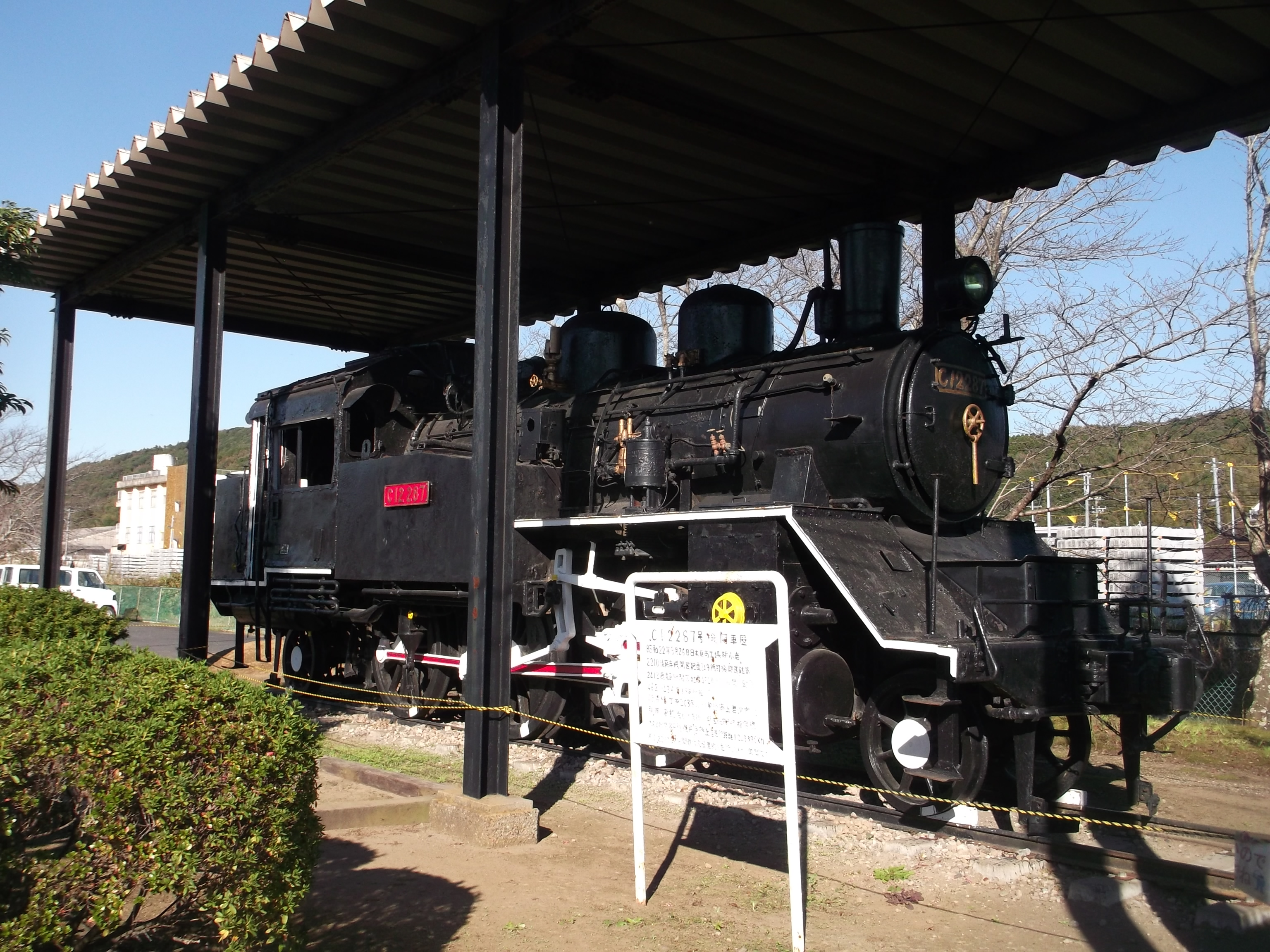
小櫃公民館に保存されている国鉄C12形蒸気機関車（287号機）

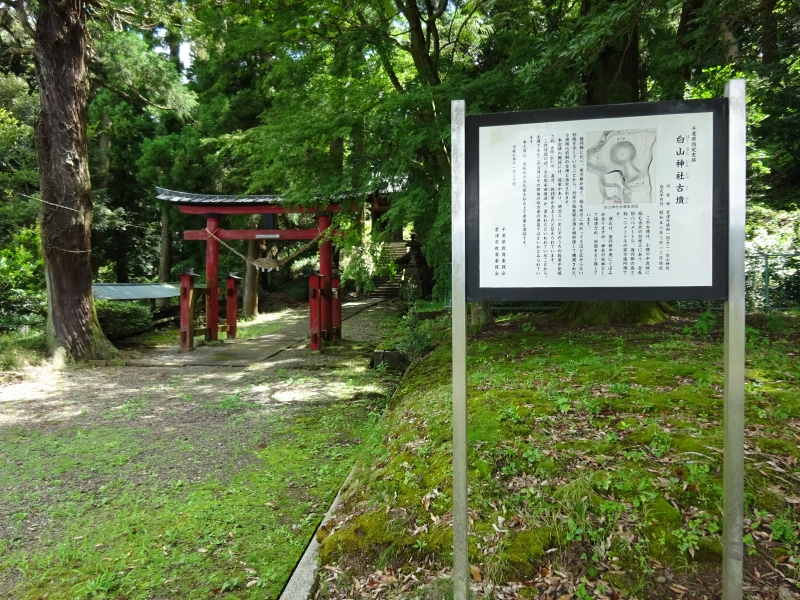
白山神社（古墳）

当駅を出て上総亀山方面向かって車窓右手にすぐ国鉄C12形蒸気機関車287号機が見える。当機は小櫃公民館の敷地内に保存されている。
- 国道410号
- 千葉県道23号木更津末吉線
- 千葉県道24号千葉鴨川線
- 千葉県道160号加茂木更津線
- 君津市役所小櫃行政センター
  - 小櫃公民館
- 小櫃郵便局
- 君津市立上総小櫃中学校
- 君津市立小櫃小学校
- 白山神社（古墳）
- おどや小櫃店
- JAきみつ小櫃支店
- JAきみつ農産物直売所 味楽囲
- 小櫃スポーツ広場
  - 君津市老人憩の家すえよし（日帰り入浴施設あり）

## バス路線
「小櫃駅前」停留所にて、以下の路線バスや高速バスが発着する。
- 日東交通・京成バス
  - アクシー号：東京駅八重洲口前・東京タワー行
- 日東交通・京成バス千葉イースト
  - カピーナ号：千葉駅行 / 亀田病院行

## 隣の駅
東日本旅客鉄道（JR東日本）
■久留里線
下郡駅 - *上総山本駅 - 小櫃駅 - 俵田駅
*打消線は廃駅

### 記事本文

### 利用状況
1. ↑  千葉県統計年鑑 - 千葉県

千葉県統計年鑑
1. ↑  千葉県統計年鑑（平成3年）
2. ↑  千葉県統計年鑑（平成4年）
3. ↑  千葉県統計年鑑（平成5年）
4. ↑  千葉県統計年鑑（平成6年）
5. ↑  千葉県統計年鑑（平成7年）
6. ↑  千葉県統計年鑑（平成8年）
7. ↑  千葉県統計年鑑（平成9年）
8. ↑  千葉県統計年鑑（平成10年）
9. ↑  千葉県統計年鑑（平成11年）
10. ↑  千葉県統計年鑑（平成12年）
11. ↑  千葉県統計年鑑（平成13年）
12. ↑  千葉県統計年鑑（平成14年）
13. ↑  千葉県統計年鑑（平成15年）
14. ↑  千葉県統計年鑑（平成16年）
15. ↑  千葉県統計年鑑（平成17年）
16. ↑  千葉県統計年鑑（平成18年）
17. ↑  千葉県統計年鑑（平成19年）